# Gould (Mondkrater)
Gould ist ein Einschlagkrater im Südwesten der Mondvorderseite im Norden der Ebene des Mare Nubium, nordöstlich des Kraters Bullialdus (Mondkrater) und nordöstlich von Nicollet.
Der Krater ist von den Laven des Mare weitgehend überflutet, so dass nur noch ein Rest des westlichen Kraterrandes regelrecht sichtbar ist, vom übrigen Verlauf des Kraterrandes sind nur noch Spuren erkennbar.
Vom südöstlichen Rand aus verläuft eine Kette kleinerer Krater in südwestlicher Richtung bis zum Nebenkrater Gould B.
| Buchstabe | Position           | Durchmesser | Link |
| --------- | ------------------ | ----------- | ---- |
| A         | 19,24° S, 17,1° W  | 3 km        |      |
| B         | 20,54° S, 18,55° W | 4 km        |      |
| M         | 17,65° S, 17,27° W | 42 km       |      |
| N         | 18,34° S, 17,73° W | 17 km       |      |
| P         | 18,86° S, 16,69° W | 8 km        |      |
| U         | 18,25° S, 15,01° W | 2 km        |      |
| X         | 20,92° S, 16,97° W | 3 km        |      |
| Y         | 20,6° S, 15,93° W  | 2 km        |      |
| Z         | 19,58° S, 15,22° W | 2 km        |      |

Der Krater wurde 1935 von der IAU nach dem US-amerikanischen Astronomen Benjamin Apthorp Gould offiziell benannt.